# Rai 2
Pour les articles homonymes, voir Due.
Rai 2 (prononcé « Rai Due » ; en français « Rai Deux ») est la deuxième chaîne de télévision publique généraliste italienne du groupe audiovisuel public Rai.
Elle a auparavant été appelée Secondo Programma lors de sa création, Rete 2 à partir de 1975, puis Rai Due en 1983, avant de prendre son nom actuel en 2010.

## Histoire de la chaîne
À sa création le 4 novembre 1961, la chaîne s'appelait Secondo Programma (littéralement « second programme ») puis fut rebaptisée Rete 2 (littéralement « Deuxième chaîne ») à la suite de la loi de réforme de l'audiovisuel en 1975 et enfin Rai Due le 3 octobre 1983.
La Rai fut soumise dès l'origine au phénomène de la lottizzazione, qui consiste à donner une chaîne à chaque grand courant politique italien. Rai Uno fut attribuée aux démocrates-chrétiens, Rai Due au Parti socialiste italien, et Rai Tre, créée en 1979, aux communistes. La lottizzazione est alors apparue comme un moyen de garantir le pluralisme du service public, chaque parti y trouvant son compte.
La chaîne s'est positionnée progressivement comme une télévision d'information, d'approfondissement et de services. Dans la seconde moitié des années 1990, sous la direction de Carlo Freccero, ancien collaborateur de Mediaset, elle a cherché à se rajeunir avec du divertissement, de la satire, de l'information mais aussi de la Télé réalité.
En 2010, Rai Due devient Rai 2 et modifie son logotype pour s'harmoniser avec l'ensemble des chaînes du groupe Rai.
La chaîne est disponible en HD (uniquement par satellite) depuis octobre 2013.

## Identité visuelle

### Logos

Logo de Rai Due de 1983 à 1988
Logo de Rai Due de 1988 à 2000
Logo de Rai Due de 2000 à 2010
Logo de Rai 2 de 2010 au 12 septembre 2016.
Logo de Rai 2 HD du 25 octobre 2013 au 12 septembre 2016.
Logo de Rai 2 depuis le 12 septembre 2016
Logo de Rai 2 HD depuis le 12 septembre 2016

## Organisation

### Dirigeants
Présidents :
- Massimo Fichera : 1976 - 1979
- Pio De Berti Gambini : 1980 - 1985
- Luigi Locatelli : 1986 - 1989
- Giampaolo Sodano : 1989 - 1993
- Giovanni Minoli : 1994
- Gabriele La Porta : 1995 - 1996
- Giovanni Tantillo : 1996
- Carlo Freccero : 1996 - 2002
- Antonio Marano: 2002 - 2004
- Massimo Ferrario : 2004 - 2006
- Antonio Marano : 2006 - 2009
- Massimo Liofredi : 2009 - 2010
- Pasquale D'Alessandro : 2010 - 2012
- Angelo Teodoli : 2012 - 2016
- Ilaria Dallatana : 2016 - 2017
- Andrea Fabiano : 2017 - 2018
- Carlo Freccero : 2018 - 2019
- Fabrizio Salini : 2019 - 2020
- Ludovico Di Meo : Dès 2020

### Capital
Rai 2 est détenue à 100 % par le groupe Rai.

## Programmes

### Émissions
Information :
- TG2 : le JT de la chaîne
- TG2 Dossier
- TG Parlamento

Divertissement :
- Quelli che... il Calcio
- I fatti vostri
- Stasera tutto è possibile (en France, "Vendredi tout est permis" avec Arthur sur TF1)
- LOL
- Made in Sud
- Sbandati (en France, "Touche pas à mon poste !" avec Cyril Hanouna sur C8)
- Detto Fatto présenté par Bianca Guaccero

Sport :
- Domenica Sprint
- Dribbling
- La Domenica Sportiva

Téléréalité
- Nemo - Nessuno escluso

Documentaire
- Chiara Ferragni - Unposted

### Emissions pour la jeunesse
- Art Attack
- Cartoon Flakes (2008-2014)
- Cartoon Magic
- Che fine ha fatto Carmen Sandiego?
- Classici Disney
- Disney Club (2000-2006)
- Domenica Disney
- Go Kart
- Go-Cart mattina (1997-2005, 2017-)
- Gulp! et SuperGulp!
- L'albero azzurro
- Pane e marmellata
- Pomeriggio Disney
- Quante storie!
- Random
- Sabato Disney
- Social King
- Tandem
- Tip Tap Club
- Tutti con Phineas and Ferb
- TV2 Ragazzi
- Warner Show

### Séries
- 4400
- 7 vite
- Affari di famiglia (1989)
- Alias
- A proposito di Brian
- A rischio d'amore (1994)
- Amico mio (1993)
- Amore e patatine
- American Dreams
- Babylon 5 (st. 4-5)
- Baldini e Simoni
- Beyond the Break - Vite sull'onda
- Boston Hospital
- Castle
- Charlie's Angels
- Chiaroscuro (2003)
- Ci vediamo in tribunale (1996)
- Close to Home - Giustizia ad ogni costo
- Cold Case
- Cold Squad
- Come stanno bene insieme (1989)
- Commissario Navarro
- Compagni di scuola (2001)
- Costanza (1998)
- Crimini
- Cuore
- Cuore e batticuore
- Cupid
- Colombo
- Dark Skies
- Desperate Housewives
- Disokkupati
- Don Milani (1997)
- Due uomini e mezzo
- Ed
- E.R. - Medici in prima linea
- E-Ring
- Faber l'investigatore
- Fantasmi
- Felicity
- Flight 29 Down
- Freddie
- Friends
- Ghost Whisperer
- Giorni da Leone 2 (2008)
- Girlfriends
- Guardia costiera
- Happy Town
- Harper's Island
- Hill Street giorno e notte
- Hunter
- I ragazzi del muretto prima, seconda e terza stagione (1991/1993/1996)
- I signori del rum
- Il Capitano (it) (2005)
- Il Capitano 2 (2007)
- Il commissario Herzog
- Il commissario Montalbano prima, seconda e terza stagione (poi passato su Rai 1)
- Il commissario Rex
- Il commissario Köster
- Il commissario Kress
- Il corvo
- I Dinosauri
- Il maresciallo Rocca (1996)
- Il padre di mia figlia (1997)
- Il Puma
- Il tocco di un angelo
- I maestri della fantascienza
- Incantesimo (1998-2006)
- JAG
- Jake 2.0
- Jarod il camaleonte
- Jericho
- Joey
- Jonny Zéro
- Julia - La strada per la felicità
- Karkú
- Kevin Hill
- L'Africa nel cuore
- L'amore non basta (2005)
- L'arca del dottor Bayer
- L'incredibile Michael
- L'ispettore Coliandro (2006)
- L'ispettore Derrick
- L'ispettore Tibbs
- L'uomo del vento (2003)
- L.A. Law - Avvocati a Los Angeles
- La libreria del mistero
- La clinica della Foresta Nera
- La complicata vita di Christine
- La notte breve (2007)
- La peggiore settimana della nostra vita
- La piovra 10
- La signora in giallo
- La stagione dei delitti (2003)
- Las Vegas
- Law & Order - I due volti della giustizia
- Le cose che amo di te
- Le strade di San Francisco
- Largo Winch
- Life on Mars
- Life Unexpected
- Lol :-)
- Lost
- Love Boat
- McBride
- Medical Investigation
- Melrose Place
- Miami Vice
- Miracles
- Monster Warriors
- Moonlighting
- NCIS : Enquêtes spéciales
- Nessuno al suo posto (2003)
- Nessuno escluso (1997)
- Nikita
- Non parlo più (1995)
- Numb3rs
- Omicidi nell'alta società
- One Tree Hill (série)
- Out of Practice
- Past Life
- Piloti
- Popular
- Prey
- Profiler
- Primeval
- Philly
- Power Rangers Jungle Fury
- Power Rangers Mystic Force
- Power Rangers Operation Overdrive
- Power Rangers S.P.D.
- Racket (1996)
- Radio Free Roscoe
- Ragazze a Beverly Hills
- Rebelde Way
- Resurrection Blvd.
- Rex
- Ringer
- Roma
- Roswell
- Saranno famosi
- Senza traccia
- Seven Days
- Sospetti (2000)
- Special Unit 2
- Spellbinder
- Squadra Omicidi Istanbul
- Star Trek: Deep Space Nine
- Star Trek: Voyager
- Starsky & Hutch
- Stiamo bene insieme (2002)
- Streghe
- Strepitose Parkers
- Super Inggo et Super Group
- Swingtown
- Terapia d'urgenza (2008)
- The Chris Isaak Show
- The Class - Amici per sempre
- The Dead Zone
- The District
- The Nine
- The Practice
- The Sentinel (passato su Italia 1)
- The Latest Buzz
- Three Rivers
- Threshold
- Ti piace Hitchcock? (2007)
- Top Secret
- Tutti i sogni del mondo (2002)
- Un caso per due
- Unfabulous
- Weeds
- The Lying Game
- Turbo (it) (1999)
- Un caso di coscienza prima stagione (2003)
- Un medico tra gli orsi
- Un prete tra noi prima e seconda stagione (1997 - 1999)
- Una donna alla Casa Bianca
- Vento di ponente (2003)
- Victorious
- Washington Police
- Zio Gianni
- Zodiaco (2008)
- 8 semplici regole
- 90210
- La spada della verità

### Soap operas et telenovelas
- Beautiful (passé sur Canale 5 en 1994)
- Capitol
- Cuori rubati
- Destini
- Grachi (diffusé également sur Rai Gulp)
- Julia - La strada per la felicità
- Paradise Beach
- Quando si ama
- Rebelde Way
- Santa Barbara

### Dessins animés
Les dessins animés notés en souligné n'ont pas été adaptées en France.
- Action Man Atom
- Agent Spécial Oso
- Aladdin
- Albator, le corsaire de l'espace
- Albert il quinto moschettiere
- Alcibiade
- American Dragon: Jake Long
- Animaniacs
- Les Animaux du Bois de Quat'sous
- Anne, la maison aux pignons verts
- L'Apprenti Père Noël
- Les Aventures de Buzz l'Éclair
- Baby Looney Tunes
- Baby Felix
- La Bande à Dingo
- La Bande à Picsou
- Bébé Clifford
- Bêtes à craquer
- Billy the Cat, dans la peau d'un chat
- Blackstar
- Blanche
- Bonkers
- Ça bulle !
- Caillou
- Capitaine Planète
- Les Castors allumés
- Cédric
- Clifford
- Code Lyoko
- Couacs en vrac
- La Cour de récré
- Dave le barbare
- Digimon Adventure
- Digimon Adventure 02
- Digimon Tamers
- Digimon Frontier
- Digimon Fusion
- Disney's tous en boîte
- Doraemon
- Duck Dodgers
- Dumb and Dumber
- L'École des petits vampires
- En route pour la jungle
- Les Enquêtes de Miss Mallard
- Les Enquêtes de Prudence Petitpas
- Équipières de choc
- Esprit fantômes
- La Famille Ouf
- La Famille Passiflore
- Félix le Chat
- Flapacha, où es-tu ?
- Flipper et Lopaka
- Foot 2 rue
- Freakazoid!
- Fresh Pretty Cure!
- Futari wa Pretty Cure
- Galaxy Express 999
- Gargoyles, les anges de la nuit
- Georges le petit curieux
- Georges rétrécit
- Geronimo Stilton
- Get Ed : livraison express
- Goldorak
- Les Graffitos
- Harry et ses dinosaures
- HeartCatch PreCure!
- Heidi
- Henry Câlimonstre
- Hercule
- Hôpital Hilltop
- Horseland : Bienvenue au ranch !
- Huntik : Le Choc des Titans
- Iggy Arbuckle
- L'Île au trésor
- L'Île de Noé
- Inami
- Inazuma Eleven
- Juanito Jones
- Iron Man
- Jackie Chan
- Jimmy l'Éclate
- Les Jumeaux Barjos
- Kangoo Juniors
- Kick Kasskoo
- Kid vs. Kat
- Kim Possible
- Kissyfur
- Krypto le superchien
- Kung Fu Panda : L'Incroyable Légende
- Kuzco, un empereur à l'école
- Lilpri
- Mais où se cache Carmen Sandiego ?
- La Maison de Mickey
- Maya l'abeille
- Maya l'abeille 3D
- Minus et Cortex
- Monster Allergy
- Myster Mask
- Les Mystérieuses Cités d'or
- Les Nouvelles Aventures de Peter Pan
- Les Vacances de Piwi
- Oum le dauphin blanc
- Peanuts
- La Petite Sirène
- Pepper Ann
- Phinéas et Ferb
- Pichi Pichi Pitch : La Mélodie des Sirènes
- Les Pierrafeu en culottes courtes
- Le Pingu Show
- Pixie et Dixie et Mr. Jinks
- Pocoyo
- Poppixie
- Pororo
- Pretty Cure Max Heart
- Pretty Cure Splash Star
- Pucca
- Quasimodo
- Rat-man
- Raw Toonage
- Les Remplaçants
- Reporter Blues
- Robin des Bois Junior
- Rocko's Modern Life
- Sam le pompier
- SamSam
- Sandy Jonquille
- Sauvez Willy
- Sesame Street
- Shaolin Kids
- SilverHawks
- Sourire d'enfer
- Spectacular Spider-Man
- Spider-Man et ses amis extraordinaires
- Stitch !
- Super Baloo
- Super GALS!
- Les Supers Nanas
- Team Galaxy
- Teamo Supremo
- Teen Days, Futures Stars
- Thunderbirds
- Thundercats
- Tic et Tac, les rangers du risque
- Timon et Pumbaa
- Les Tiny Toons
- Titeuf
- Tom et Jerry
- Tom et Jerry Kids
- Tom et Jerry Tales
- Les Trois Mousquetaires
- Les Trois Petites Sœurs
- Anche i cani vanno in paradiso
- Turma da Mônica
- Télétoon Advance
- Vic le Viking
- Les Weekenders
- Winx Club
- Woofy
- Yakari
- Yes! PreCure 5
- Yogi et compagnie
- Yogi l'ours
- Yo-Kai Watch
- Zorori le magnifique

- Hanna & Barbera Robot
- Hello Kitty's Paradise
- Hero High
- Higglytown Heroes - 4 piccoli eroi
- Hotel Bordemer
- Gli imbattibili Save-Ums!
- Le avventure di Alice e le sue amiche
- Le incredibili avventure di Mumfie
- Insektors
- L'invincibile Dendoh
- Hajime no Ippo
- Jim Henson's Animal Show
- Jim Henson's Dog City
- Jungo
- Kim
- Lapitch Il piccolo calzolaio
- La leggenda del drago
- La leggenda di Tarzan
- Leonardo
- Lilo & Stitch
- Il libro di Pooh
- Little Einsteins
- Little Lulu Show
- Lloyd nello spazio
- Lola & Virginia
- Looney Tunes
- Merrie Melodies
- Loopdidoo
- Loulou de Montmartre
- I Lunnis
- Lupo Alberto
- Lupo de Lupis
- Mafalda
- Magical Doremi
- Magic English
- I magici piedini di Franny
- Il maialino Slim
- Mamma Mirabelle
- Marco
- Marsupilami
- Martin Matin
- Martin Mystère
- Masha e l'orso
- Matt & Manson
- Meatballs e Spaghetti
- Medarot
- Mia and Me
- Michel Strogoff
- Mickey Mouse Works
- I miei amici Tigro e Pooh
- Il mio amico Patrasch
- Miss Spider
- I misteri di Providence
- Moby Dick e il segreto di Mu
- I mondi sommersi
- Il mondo di Elmo
- Monster Rancher
- Mr. Magoo
- Nadja
- Neve e Gliz
- Nina Fragolina
- Norman Normal
- Jolanda, la figlia del Corsaro Nero
- Le nuove avventure di Ocean Girl
- Ōban, Star-Racers
- La stravagante famiglia Odd
- L'ombra degli Elfi
- Il Piccol'orso
- Il treno dei dinosauri
- Orsetto Polare
- Orsi sotto il tetto
- Orson e Olivia
- L'orso Yoghi
- Oscar e la sua banda
- I ragazzi del Mundial
- Sandokan - La tigre della Malesia
- Sandokan II - La tigre ruggisce ancora
- Sandokan III - Le due tigri
- Santo Bugito
- Scooby-Doo
- Sergente Stripes
- Sesame English
- Silver Brumby
- Silvestro e Titti
- Sophie
- Sopra i tetti di Venezia
- Spiderman, l'Uomo Ragno
- Spider Woman
- Squadra antincendio
- Lo squadrone tuttofare
- Stanley
- Strange Dawn
- La strega annoiata
- Super Doll Rika-chan
- Super Inggo e Super Tropa
- Super Niyandar - Il gatto mascherato
- Super Hero Squad
- Les Sylvaniens

- A casa di Gloria
- Acqua in bocca
- Adorabili pesti
- ALF
- Annibale e Cannibale
- Antonio e la banda dei giardinetti
- Astro Robot Contatto Ypsylon
- Le avventure di Balanel
- Le avventure di Johnny Quest
- Babar
- Babbo X
- Baby Felix & friends
- Balthazar il millepiedi
- Banane in pigiama
- La banda volante
- Barbapapà
- Barbapapà in giro per il mondo
- Battle Spirits - Brave
- Battle Spirits - Dan il Guerriero Rosso
- BB3B
- Benjamin
- Bia, la sfida della magia
- I Bi-Bi
- Braccio di Ferro
- BuBuChaCha
- Bunnytown - La città dei coniglietti
- Buzz e Poppy
- Canlendario dell'avvento
- Capitan Scarlet
- I cavalieri di Mon
- Charlotte
- Clic & Kat
- Classici Disney
- Cocco Bill
- Combo Niños
- Cuccioli
- I Cuordileone
- Dibo dei desideri
- Dick Tracy
- Droopy capo detective
- Duel Masters
- I Famosi 5
- Fillmore !
- Fimbles
- Fior di favole, leggende giapponesi
- I fratelli Koala
- Gary & Mike
- Gazoon
- Gemelle più che mai
- Gladiatori - Il torneo delle sette meraviglie
- Grimmy
- Guru Guru - Il girotondo della magia
- Guru Guru, batticuore della magia
- Papà castoro
- La pattuglia dei ranocchi
- Pepi, Briciola e Jo-Jo
- Ping & Pong
- Pinky, Elmyra and the Brain
- Pip Pop Pattle
- Popolocrois
- Yes! Pretty Cure 5 GoGo!
- La principessa Sheherazade
- Le principesse del mare
- Raw Toonage
- Renada
- Romualdo la renna
- Teacher's Pet
- Teddy & Annie: i giocattoli dimenticati
- Telmo e Tula
- Tic Tac Toc
- Toc e Vicky
- Tom
- Tombik & B.B. Show
- Tommy e Oscar
- Topo e Talpa
- Trenk il piccolo cavaliere
- Tutenstein
- Uffa! Che Pazienza
- Ufo Baby
- L'ultimo dei Mohicani
- L'uomo invisibile
- L'Uomo Ragno e i suoi fantastici amici
- I Vampiriani - Vampiri vegetariani
- Wunschpunsch
- Will e Dewitt
- Wilf the Witch's Dog
- Yucie

## Diffusion
- Diffusion analogique en Italie : chaîne no 2
- Diffusion numérique en Italie : chaîne no 2
- Diffusion satellite : Sky Italia : Chaîne no 102, En clair : Hot Bird 13°, Astra 3A, Atlantic Bird 2, Orange TV: Chaîne no 262
- Diffusion en Suisse : naxoo : Chaîne no 202
- Diffusion en Belgique : Proximus : Chaîne n° 221. Satellite Télésat : Chaîne n° 141.
- Diffusion ADSL : Belgacom TV, Orange TV : Chaîne no 262, Alice Home TV : chaînes no 2 et 102, Freebox TV : Chaîne no 544.